# Clerodendrum ternatum
Clerodendrum ternatum là một loài thực vật có hoa trong họ Hoa môi. Loài này được Schinz mô tả khoa học đầu tiên năm 1890.